# Базилика Святой Екатерины Александрийской

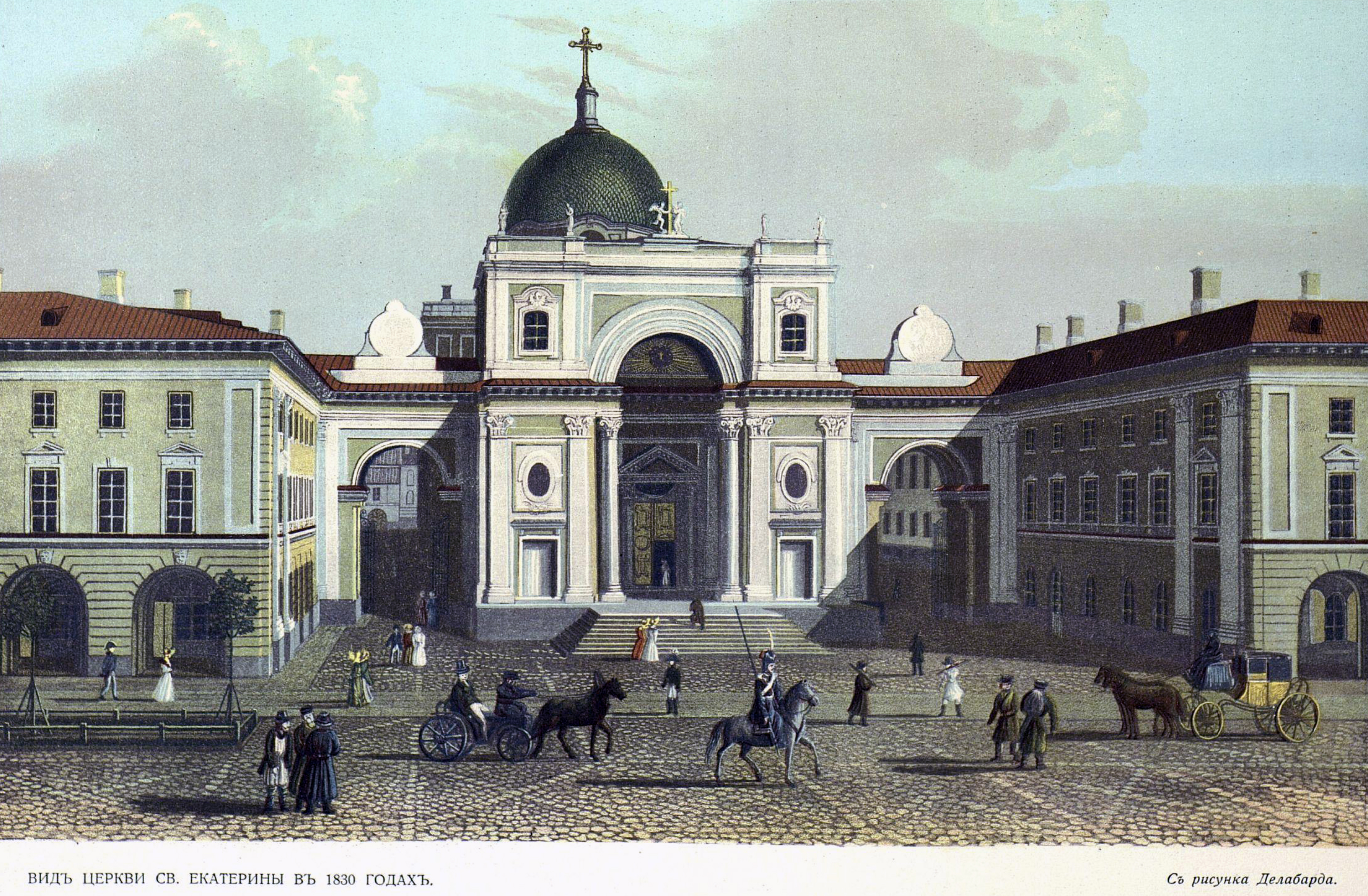
Базилика в 1830-х годах.

Базилика святой Екатерины Александрийской — католический храм в Санкт-Петербурге, один из старейших католических храмов России. Памятник архитектуры классицизма. Расположен по адресу: Невский проспект, д. 32-34.
Приход храма административно относится к Северо-западному деканату Архиепархии Матери Божией (с центром в Москве), возглавляемой архиепископом митрополитом Паоло Пецци. Единственный католический храм России, которому присвоен почётный титул малой базилики.

## История

### Строительство
Католический приход святой Екатерины Александрийской был основан в 1716 году; в 1738 году императрица Анна Иоанновна подписала разрешение на возведение католической церкви на Невской перспективе (Невском проспекте), однако строительство шло с большими проблемами. Первоначальный проект был разработан Пьетро Антонио Трезини, начавшиеся под его руководством работы были прекращены в 1751 году после отъезда зодчего на родину. 14 января 1761 года в глубине участка, с отступлением от «красной линии» был заложен новый каменный храм, проект которого в стиле французского академического классицизма разработал французский архитектор, работавший в России Жан-Батист Валлен-Деламот. Основная композиционная идея с заглублённым порталом и двумя симметричными башнями, типичными для западноевропейской архитектуры, принадлежит именно ему . После отъезда Валлен-Деламота во Францию в 1775 году строительство по его проекту с 1779 года продолжал итальянец Антонио Ринальди, который был синдиком церкви. Но стройка приостановилась и 16 июля 1763 года потребовалась новая закладка от имени императрицы Екатерины II, по случаю которой была выпущена памятная медаль.
Всё это время община служила во временном храме, зал для которого был оборудован в соседнем доме (на месте современного дома 34 на Невском проспекте). Лишь в 1782 году строительство храма было закончено под руководством итальянского архитектора Д. Минчаки и 7 октября 1783 года храм, получивший статус собора, был освящён в честь святой Екатерины Александрийской, покровительницы императрицы Екатерины II.

### Храм во времена Российской империи

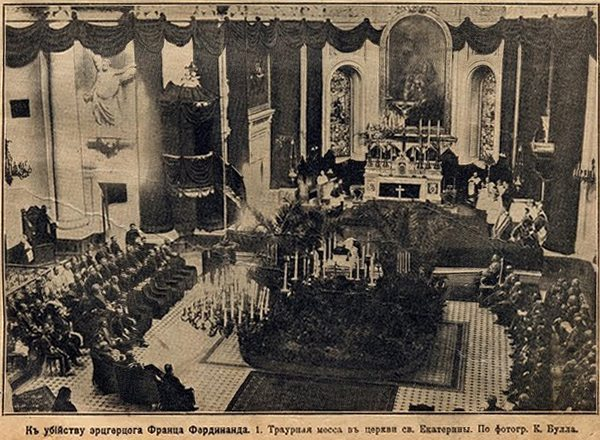
Траурная месса по эрцгерцогу Францу-Фердинанду

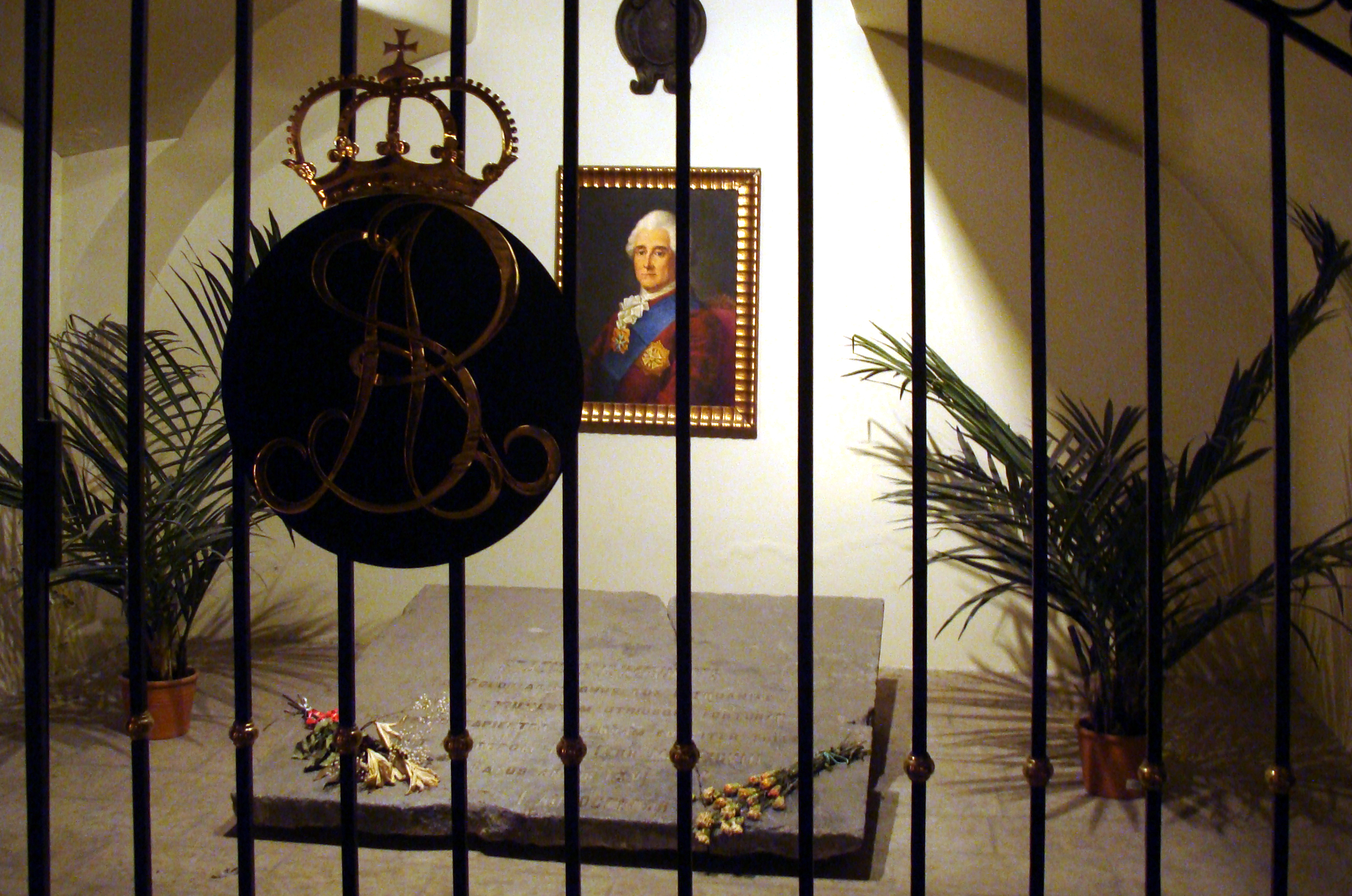
Первоначальное место захоронения и могила последнего короля Речи Посполитой, Станислава Августа Понятовского - фото: Ивонна Новицка, 2015

Храм св. Екатерины связан с именами многих выдающихся личностей. В 1798 году здесь был похоронен последний польский король Станислав Август Понятовский (впоследствии перезахоронен в Белоруссии, позже в Польше), а в 1813 году французский полководец Жан Виктор Моро. Прихожанином храма был знаменитый архитектор Монферран, строитель Исаакиевского собора. Здесь он венчался и крестил сына. Здесь же было отпето его тело после смерти, после чего его вдова увезла гроб с телом мужа во Францию. Также прихожанами храма был ряд российских дворян, перешедших в католицизм: княгиня З. А. Волконская, декабрист М. С. Лунин, князь И. С. Гагарин и другие.
Служение в церкви осуществляли представители разных монашеских орденов. Изначально храм принадлежал францисканцам, в 1800 году Павел I отдал храм иезуитам, а в 1815 году, после высылки последних из России, прихожан храма стали окормлять доминиканцы. В 1859 году в храме был крещён будущий архитектор Ф. О. Шехтель.
В 1892 году храм перестал быть орденским и стал управляться епархиальными священниками, однако доминиканская община при храме продолжала существовать.
Перед революцией 1917 года приход насчитывал более тридцати тысяч прихожан.
При храме святой Екатерины несли служение люди, причисленные Католической Церковью к лику святых: святой Зигмунт Фелинский, святая Урсула Ледуховская, блаженный Антоний Лещевич.
В настоящий момент идут процессы по беатификации ряда священников, служивших в храме: о. Константина Будкевича, епископа Антония Малецкого, епископа Болеслава Слоскана, епископа Феофила Матулениса.

### После Октябрьской революции
При Советской власти некоторые члены прихода были подвергнуты гонениям; настоятель прихода Константин Будкевич был расстрелян в 1923 году.
Храм оставался открытым вплоть до 1938 года; в нём служили французские священники. Доминиканец Мишель Флоран служил в храме с 1935 по 1938 год и оставался в это время единственным католическим священником в Ленинграде.
В 1938 году храм был закрыт и разграблен; утварь, иконы и книги из сорокатысячной храмовой библиотеки выбросили на улицу. Разорение храма довершил пожар в 1947 году, во время которого пострадал интерьер, детали внутреннего убранства, оплавились металлические трубы органа. О. Флоран был арестован в 1941 году и приговорён к смертной казни, но в последний момент казнь заменили высылкой в Иран через Баку.
Здание храма использовалось как склад; в 1977 году было принято решение о реконструкции здания и преобразовании его в органный зал филармонии. Начались реставрационные работы. В феврале 1984 года, в результате поджога, в здании вспыхнул сильнейший пожар, который свёл на нет работу реставраторов и окончательно уничтожил внутреннее убранство. В огне погибла вся скульптура, остатки росписей, мраморные алтари и 12-метровый корпус органа конца XVIII века. После этого сгоревший храм стоял закрытым, а окна были заколочены. В здании монастыря были устроены кабинеты Музея истории религии и атеизма и частные квартиры.

### Возрождение
Восстановление деятельности Католической церкви в России началось в начале 90-х годов XX века. В 1991 году был зарегистрирован вновь образованный приход святой Екатерины, в феврале 1992 года городские власти приняли решение о возвращении храма Церкви. В том же году начались масштабные реставрационные работы в здании храма, находившемся в ужасном состоянии. К октябрю 1992 года завершился первый этап реставрационных работ, был установлен временный алтарь. В октябре 1998 года была открыта часовня Благовещения, а 16 апреля 2000 года была освящена алтарная часть храма. В 2003 году было закончено восстановление основной части храма и впервые открыты центральные ворота. Работы над восстановлением  главного интерьера продолжаются до сих пор.
11 марта 2006 храм Св. Екатерины принял участие в совместной молитве Розария с католиками из десяти европейских и африканских городов, организованной посредством телемоста. В молитве принял участие папа римский Бенедикт XVI.

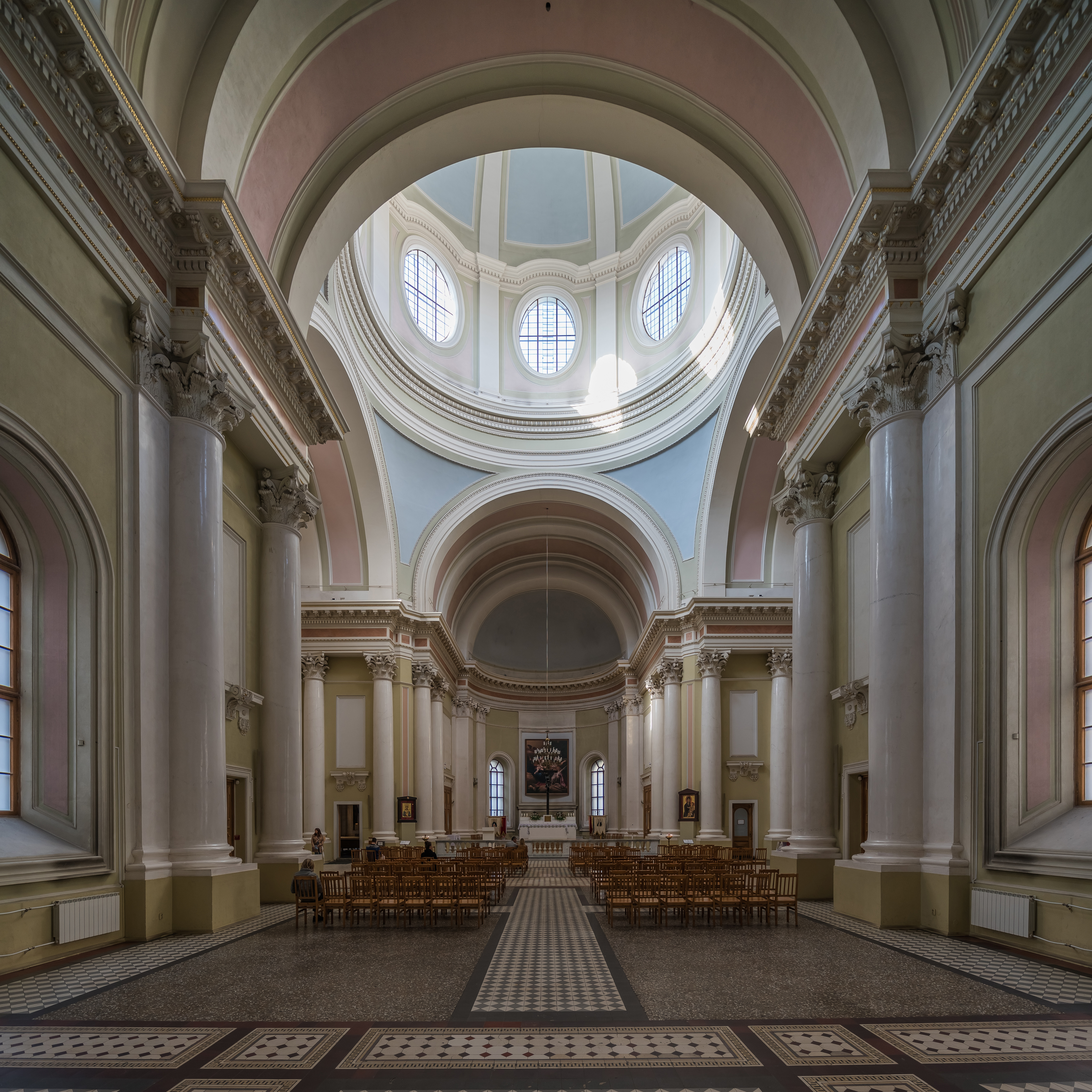
Интерьер церкви в 2019 году

29 ноября 2008 года после многолетних реставрационных работ был освящён главный неф церкви.
В 2013 году церкви был дарован статус малой базилики. Она стала единственной базиликой в России.
При церкви действует воскресная школа, катехуменат, детский центр им. Урсулы Ледуховской, встречи движения Живого Розария, доминиканцев-мирян. Приходской хор регулярно выступает на различных фестивалях. В храме проводятся концерты и встречи с деятелями культуры. Работает общество помощи нуждающимся.
Приход насчитывает около тысячи прихожан, среди них известный джазовый музыкант и педагог Геннадий Гольштейн, писатель и журналист Илья Стогов.

## Архитектура и внутреннее убранство
Здание имеет форму латинского креста, с поперечным трансептом, увенчано большим куполом. Длина здания храма — 44 метра, ширина — 25 метров, высота — 42 метра. Храм вмещает одновременно около двух тысяч человек.
Главный фасад здания имеет заглублённый арочный портал (традиционный для католических церквей Рима), который опирается на свободно стоящие колонны. Внешняя сторона церкви украшена пилястрами. Окна второго яруса имеют овальную форму. Над фасадом высокий парапет, на котором размещены фигуры четырёх евангелистов и ангелов, держащих крест. Над главным входом начертаны слова из Евангелия от Матфея (на латыни): «Дом Мой домом молитвы наречётся» (Мф 21. 13) и дата завершения строительства собора. Над главным престолом ранее был помещён большой алтарный образ «Мистическое обручение святой Екатерины Александрийской», написанный немецким живописцем Иоганом Меттенлейтером и подаренный храму императрицей Екатериной II, но разорения храма после революции образ не пережил. В храме не позже 1789 года был установлен орган. Затем иезуиты поменяли его на новый, который славился как один из лучших в Петербурге (инструмент не сохранился), в конце XIX века в церкви установили орган, сделанный в Германии (также не сохранился).
Старинный алтарный крест был спасён в 1938 году, во время разграбления храма, одной из прихожанок, Софьей Степулковской, и ныне возвращён в храм.
В 2013 году началось восстановление алтарной части, восстановлены по фотографиям двери. В 2014 году по фотографиям восстановлен и установлен алтарный крест.

## Настоятели прихода после его возрождения
- о. Евгений Гейнрихс, ОР (1992—2002 гг.)
- о. Мацей Русецкий, ОР (2002—2010 гг.)
- о. Владислав Зомбковский, ОР, (2009—2010 гг. администратор прихода)
- о. Иакинф Дестивель, ОР (2010—2013 г.)
- о. Мацей Русецкий, ОР, (с июля по ноябрь 2013 г. администратор прихода)
- о. Томаш Вытрвал, ОР, (с декабря 2013 г. администратор прихода)
- о. Павел Крупа, OP, (с сентября 2021 г. администратор прихода)